# 北条国時
北条 国時（ほうじょう くにとき）は鎌倉時代末期の北条氏の一門。父は極楽寺流の分流で塩田流の北条義政。塩田国時とも。
徳治2年（1307年）1月28日、二番引付頭人に就任、応長元年（1311年）10月25日、一番引付頭人に就任。正和2年（1313年）一番引付頭人を辞任。なお同日に二番引付頭人の普恩寺基時と四番引付頭人の大仏維貞も辞任している。
元弘の乱における鎌倉幕府滅亡の際には鎌倉に駆けつけて宗家と運命を共にし、子の藤時・俊時らと共に自害した。
元弘3年（1333年）5月、国時の子と見られる「陸奥六郎」が家人と共に籠城していた陸奥国安積郡佐々河城で宮方の攻撃を受けて落城している。また建武2年（1335年）8月14日、駿河国国府合戦では、国時の子と見られる「塩田陸奥八郎」が生け捕られている。